# Trường tiểu học Pháp – Việt Đông Ba
Trường tiểu học Pháp – Việt Đông Ba được thành lập năm 1905, trên nền Đình chợ Đông Ba cũ, lúc đầu trường có tên "Thừa Thiên Pháp – Việt trường".
Đây là trường Pháp – Việt bậc tiểu học đầu tiên ở Huế. Năm 1923 trường được di chuyển đến địa điểm trường Gia Hội – ngày nay là trường tiểu học Phú Cát. Vị trí cũ nay là vườn hoa nằm trên đường Phan Đăng Lưu ở đoạn hai nhánh rẽ của đường Phan Đăng Lưu về phía đường Mai Thúc Loan, thuộc phường Đông Ba, quận Phú Xuân, thành phố Huế.
Cấu trúc của trường gồm 10 gian chia làm 5 phòng, mái lợp ngói liệt, trên ngói có một khoảng hở rộng 1,2m, dài 40m ốp kính để tạo ánh sáng vào trong phòng. Nhìn bề ngoài, một bên hai mái kế tiếp nhau chồng cách nhau theo kiểu hình tháp, xung quanh có hành lang bao bọc; Hành lang rộng 1,5m có lan can bằng gỗ 2 lớp (lớp trong ghép kính, lớp ngoài là cửa chớp theo kiểu lá sách), cửa kính rộng 1,2m,cao 2,20m, trần cao 3,50m trát vôi vữa toóc – xi (Tocchir), cổng chính hướng nam, được xây bằng gạch trên có tấm biển "Trường tiểu học Pháp – Việt", xung quanh tường bao bọc sân rộng trồng bàng và mù u.
Thứ tự từ cổng vào là lớp nhất, kế đến lớp nhì; lớp ba; lớp tư; lớp ấu học và văn phòng. Mỗi lớp khoảng 40 học sinh, trong lớp có hai dãy bàn, mỗi dãy 5 bàn, bàn thầy giáo, bảng đen được kê trên một bụt gỗ.
Từ năm 1906 đến năm 1907 Chủ tịch Hồ Chí Minh theo học lớp nhì tiểu học; từ 1907 đến 1908 Người học lớp nhất tiểu học. Những năm tháng học tập ở trường Tiểu học Pháp - Việt Đông Ba cũng như ở trường Quốc Học sau này đã đặt nền móng đầu tiên cho sự nhận thức và hành động theo chí hướng cứu nước, cứu dân của người.
Các năm đầu, học sinh được dạy bằng 3 thứ tiếng: Pháp, Hán, Việt. Lên năm trên, tiếng Hán bị hạn chế. Các môn học gồm Pháp văn (chủ yếu), Quốc văn, Hán văn, Toán, Sử, Địa, Khoa học, Tập vẽ. Học sinh từ lớp ba trở lên đã nói được tiếng Pháp. Hiệu trưởng là ông Harilesris người Pháp sau đó là thầy Lê Văn, Nguyễn Văn Thích dạy lớp nhất, Thấy Ưng Thiều dạy lớp nhì, Thầy Hoàng Tạo dạy lớp ba,... các bạn học cùng lớp với Bác Hồ có Lê Thiện, Phan Văn Quế, Nguyễn Viết Nhuận, Nguyễn Xuân Yến, Nguyễn Đình Cảnh, Trần Kính,... Học sinh lúc ấy mặc áo dài đen, quần trắng bằng vải quyến, đầu đội khăn đóng, đi guốc mộc.

## Dấu ấn
Hiện nay, tại vị trí trường cũ, Bảo tàng Hồ Chí Minh thành phố Huế đã dựng bia kỷ niệm, lưu lại dấu ấn về thời kỳ Chủ tịch Hồ Chí Minh đã từng học ở đây.
Đó là giai đoạn, Nguyễn Sinh Cung (tên lúc nhỏ của Chủ tịch Hồ Chí Minh) vào Huế lần thứ hai vào năm 1906. Ông đã học ở Trường tiểu học Pháp-Việt Đông Ba qua các niên khoá 1906 – 1907 lớp nhì và 1907 – 1908 lớp nhất. Thời gian học ở đây, ông là một trong 10 học trò giỏi nhất của trường này được thi vượt cấp vào hệ Thành chung trường Quốc Học.
Di tích lịch sử địa điểm trường tiểu học Pháp – Việt Đông Ba đã được UBND tỉnh công nhận là di tích cấp tỉnh tại Quyết định số 2460/QĐ-UBND ngày 28/10/2008.